# とどまることのない愛
『とどまることのない愛』（とどまることのないあい）は、小松未歩の13枚目のシングル。2001年5月30日にGIZA studioより発売された。規格品番はGZCA-1080。

## 概要
- 本シングルには『“大切な人”を知っているあなたに贈る３編の叙情詩（ラブソング）。』とのキャッチコピーが取られていた。
- シングルA面曲として、初のノンタイアップ作品となる。カップリングに2曲を収録しているが、カップリングにオリジナル曲2曲の収録は初の試みである（同じくカップリングを2曲収録した10枚目のシングル「あなたがいるから」の場合はオリジナル曲1曲にリアレンジ楽曲1曲）。
- フリーペーパー『Music Freak Magazine（2001年7月号）』（エムアールエム）では、タイトルのキャッチコピーを考えるキャンペーンも行われ、本人がその選考にあたった。

## 収録曲
全作詞・作曲／小松未歩 全編曲／大賀好修
1. とどまることのない愛
出版者:ギザミュージック
2. glass
出版者:ギザミュージック
3. NAKED
出版者:ギザミュージック
4. とどまることのない愛 <instrumental>

## 楽曲の収録アルバム
- 『GIZA studio Masterpiece BLEND 2001』(#1)
- 『小松未歩 5 〜source〜』(#1)
- 『lyrics』(#2)
- 『小松未歩 ベスト 〜once more〜』(#1)